# Igreja Presbiteriana do Pacto
A Igreja Presbiteriana do Pacto (IPC) ou Igreja Presbiteriana da Aliança (IPA) (em inglês Covenant Presbyterian Church) é uma denominação protestante, de orientação reformada, fundada nos Estados Unidos em 2006, por um grupo de igrejas que se separou da Assembleia Geral da Igreja Presbiteriana Reformada por apoiarem a pedocomunhão.

## História
As igrejas presbiterianas são oriundas da Reforma Protestante do século XVI. São as igrejas cristãs protestantes que aderem à teologia reformada e cuja forma de organização eclesiástica se caracteriza pelo governo de assembleia de presbíteros. O governo presbiteriano é comum nas igrejas protestantes que foram modeladas segundo a Reforma protestante suíça, notavelmente na Suíça, Escócia, Países Baixos, França e porções da Prússia, da Irlanda e, mais tarde, nos Estados Unidos.
Em 1983 a Igreja Presbiteriana Reformada - Sínodo Evangélico (IPRSE) uniu-se a Igreja Presbiteriana na América (IPA). Desde então, um grupo de igrejas do Presbitério da Geórgia da IPA passou a se opor a forma como a denominação resultante da fusão tomava suas decisões. Sendo assim, estas igrejas se separaram da IPA e formaram o Presbitério do Pacto.
Em 1985 este presbitério cresceu e se desdobrou em quatro presbitérios, organizando assim a assembleia da Igreja Presbiteriana Reformada nos Estados Unidos. Em 1990, a denominação mudou seu nome para a Igreja Presbiteriana Reformada nas Américas. 
Em 1991 os quatro presbitérios desta denominação entraram em conflito. Um deles foi Presbitério de Hanover, que  tornou-se uma denominação separada, a Igreja Presbiteriana Reformada - Presbitério de Hanover.
Enquanto isso, o Presbitério Westminster e o Presbitério de Genebra formaram a Assembleia Geral da Igreja Presbiteriana Reformada (AGIPR), deixando o quarto presbitério como remanescente da Igreja Presbiteriana Reformada nos Estados Unidos.
Em 2006, um grupo de igrejas, sob a liderança do pastor James MacDonald, se separou da AGIPR e formaram a Igreja Presbiteriana do Pacto (IPP). Entre as principais causas para o surgimento da denominação está a tolerância de suas igrejas com a prática da pedocomunhão, bem como por não exigirem que seus pastores tenham uma formação teológica formal.
A IPP cresceu desde então e em 2022 era formada por um total de 13 igrejas.

## Doutrina
A IPP, assim como outras denominações presbiterianas, subscreve a Confissão de Fé de Westminster, Catecismo Maior de Westminster e Breve Catecismo de Westminster. Além disso, ensina o Criacionismo da Terra Jovem e permite que suas igrejas pratiquem a pedocomunhão.
A denominação é conservadora em suas doutrinas e práticas. Por isso, se opõe ao casamento entre pessoas do mesmo sexo e ao aborto.